# Ishigakia wahlbergii
Ishigakia wahlbergii là một loài tò vò trong họ Ichneumonidae.